# 内視鏡的逆行性胆道膵管造影

ERCP画像による胆管と膵管

内視鏡的逆行性胆道膵管造影（ないしきょうてきぎゃっこうせいたんどうすいかんぞうえい、英語：Endoscopic retrograde cholangiopancreatography, ERCP）は、内視鏡検査・治療の一つ。
一般に医療現場では、略語のERCPが主によく用いられている。

## 名称
「ERCP: Endoscopic retrograde cholangiopancreatography」の訳語は様々に存在し、「内視鏡的逆行性胆道膵管造影」のほか「内視鏡的逆行性胆管膵管造影」などがある。日本消化器病学会・日本内科学会は「内視鏡的逆行性胆道膵管造影」、日本消化器内視鏡学会では「内視鏡的逆行性膵胆造影」を正式訳語としている。日本消化器内視鏡学会の訳語は、旧来において「EPCG：Endoscopic retrograde pancreatocholangiography」と呼ばれていたことに対する経緯があってのことだが、現在では世界的に「ERCP」という呼称が一般的となっている。

## 歴史
1968年にアメリカ・ジョージ・ワシントン大学のウィリアム・S・マッキューン (William S. McCune) と、1969年に癌研究会附属病院の高木國夫、東京女子医科大学の大井至らによって、それぞれ膵管造影・胆管造影施行として報告された。
1970年には、ERCP用の側視鏡（十二指腸鏡）が開発市販され世界中に広まっていった。
1974年には、京都府立医科大学の川井啓市、ミュンヘン大学のマインハルト・クラッセン (Meinhard Classen) などによって「EST」が開発され、治療分野が発展してきた。
1980年には、ハンブルク大学のニブ・ソヘンドラ（Nib Soehendra）らによって、胆管ドレナージが開発された。

## 方法
主に「側視鏡」を用いて行い、十二指腸乳頭よりチューブを挿入させ、総胆管・肝内胆管・胆嚢管・胆嚢といった胆道系と膵管を造影する検査。術後再建消化管の場合等において、直視鏡（普通の上部消化管内視鏡）ないし、小腸内視鏡を用いて行われることもある。

## 手技
一般的な手技は以下がある。その他にもERCPを用いて様々な方法が開発されてきている。
- ERC: Endoscopic retrograde cholangiography（内視鏡的逆行性胆道造影）
- ERP: Endoscopic retrograde pancreatography（内視鏡的逆行性膵管造影）
- EST: Endoscopic sphincterotomy（内視鏡的乳頭括約筋切開術）
- EPBD: Endoscopic papillary balloon dilatation（内視鏡的乳頭バルーン拡張術）
- EML: Endoscopic Mechanical Lithotripsy（内視鏡的機械的砕石術）
- EHL: Electro‐hydraulic Lithotripsy（電気水圧砕石術）
- ERBD: Endoscopic retrograde biliary drainage（内視鏡的逆行性胆管ドレナージ）
- ENBD: Endoscopic nasobiliary drainage（内視鏡的経鼻胆管ドレナージ）
- ERGBD: Endoscopic retrograde gallbladder drainage（内視鏡的逆行性胆嚢ドレナージ）
- ENGBD: Endoscopic nasogallbladder drainage（内視鏡的経鼻胆嚢ドレナージ）
- ENPD: Endoscopic nasopancreatic drainage（内視鏡的経鼻膵管ドレナージ）
- ERPD: Endoscopic retrograde pancreatic drainage（内視鏡的逆行性膵管ドレナージ）
- EPS: Endoscopic pancreatic stenting（内視鏡的膵管ステント留置術）
- POCS: Peroral cholangioscopy（経口胆道鏡）
- POPS: Peroral pancreatoscopy（経口膵管鏡）
- IDUS: Intraductal ultrasonography（管腔内超音波検査）

## 合併症
- 急性膵炎 - 十二指腸乳頭部への機械的刺激による腫脹や、造影剤による膵臓への直接作用などによる。術後合併症の最も多いもの。
- 消化管穿孔 - ERCPで使用されるスコープは後方斜視鏡である為、カメラの操作には通常の直視鏡と違った操作を要求される。また十二指腸への挿入には物理的ストレスが消化管に加わらざるをえないケースもあり、それらの理由によって消化管穿孔を合併することが稀にある。処置においてはEST実施時の切開術中から術後にかけて穿孔を起こすことがあり注意が必要である。

## 関連
- 消化器学
- 内視鏡